# Невидимий Батальйон (фільм)
«Невидимий Батальйон» (англ. «Invisible Battalion») — український документальний кіноальманах українських військовичок в умовах бойових дій на Сході України. Перший український документальний фільм про війну і жінок на війні, знятий жінками.
Над фільмами працювали три режисерки — Світлана Ліщинська, Аліна Горлова та Ірина Цілик. Всього у стрічці висвітлено історії шести героїнь, які несуть або несли службу у зоні проведення антитерористичної операції: Олени Білозерської, Оксани Якубової, Андріани Сусак, Дар'ї Зубенко, Юлії Паєвської та Юлії Матвієнко. 
Проєкт почався з однойменного соціологічного дослідження про участь жінок у війні проти російської окупаційної армії, після якого з'явилася серія календарів із фотографіями українських фронтовичок. Фотовиставка експонувалась в українському Парламенті та Міністерстві оборони. Календар «Невидимий батальйон» отримав Гран-прі на 9-му Національному фестивалі соціальної реклами. Фільм став третьою частиною проєкту.

## Проєкт
Ідея проєкту належала Марії Берлінській — авторці та продюсерці фільму, випускниці Києво-Могилянської академії і голові Центру підтримки аеророзвідки України.
Пізніше Берлінська залучила до роботи над фільмами режисерок — Ірину Цілик, Світлану Ліщинську й Аліну Горлову. Для деяких з них тема війни вже не нова. Наприклад, чоловік Ірини Цілик повернувся з фронту.
Прем'єра фільму «Невидимий батальйон» відбулася 16 жовтня 2017 на телеканалі 1+1, а також у Києві у кінотеатрі «Оскар» 24 листопада 2017.
На початку 2018 року фільм демонструвався в Канаді та США, пізніше — в Уельсі.

### Мета проєкту
Кінопроєкт «Невидимий батальйон» має три мети:
- Задокументувати історію, що відбувається прямо зараз, показати, як воюють жінки. Дуже важливо, що героїні фільму — нефейкові люди, які реально знають, що таке обстріли, передова, бій.
- Змінити гендерні стереотипи в суспільстві, щоб полегшити жінкам самореалізацію в силових структурах.
- Нагадати світу, що в Україні йде не «громадянська війна», як стверджує російська пропаганда, а війна з російським агресором. Важливо пам'ятати, що на фронті гинуть і калічаться жінки, але також жінки воюють і перемагають.

### Тизери фільму
1. Героїня — Андріана Сусак, режисерка — Ірина Цілик
2. Героїня — Оксана Якубова, режисерка — Аліна Горлова
3. Героїня — Юлія Матвієнко, режисерка — Світлана Ліщинська
4. Героїня — Юлія Паєвська, режисерка — Ірина Цілик
5. Героїня — Олена Білозерська, режисерка — Світлана Ліщинська